# Universidad Butler
La Universidad Butler (en inglés: Butler University) es una universidad privada ubicada en Indianápolis, Indiana (Estados Unidos de América). 

## Historia
El 15 de enero de 1850, la Asamblea General de Indiana aceptó la propuesta de Ovid Butler para fundar una nueva universidad cristiana en Indianápolis. El 1 de noviembre de 1855 fue inaugurada como North Western Christian University en los terrenos donados por Ovid Butler, que era miembro de los discípulos de Cristo. En 1877 la universidad adoptó el nombre de Butler en reconocimiento al fundador.
En 1896, Butler se unió a dos escuelas profesionales privadas, la Facultad de Medicina de Indiana y la Facultad de Derecho de Indiana, para formar la Universidad de Indianápolis (U of I), una institución no relacionada con la universidad moderna de ese nombre.  El Indiana Dental College se unió más tarde en 1904. Renombrada como Butler College, la escuela constituyó el órgano de pregrado y artes liberales de la nueva universidad.  Butler dejó la U of I en 1906 después de que la Facultad de Medicina de Indiana se uniera a la facultad de medicina de la Universidad Purdue en 1905 (más tarde se fusionó con la Facultad de Medicina de la Universidad de Indiana en 1908).
En 1930, Butler se fusionó con el Teachers College of Indianapolis, fundado por Eliza Cooper Blaker, creando la segunda facultad de la universidad. La tercera facultad, la Facultad de Administración de Empresas, se estableció en 1937, y la Facultad de Farmacia y Ciencias de la Salud se estableció en 1945, luego de una fusión que absorbió la Facultad de Farmacia de Indianápolis. El Jordan College of Fine Arts, el quinto colegio de la universidad se estableció en 1951, tras una fusión con el Conservatorio de Música Arthur Jordan.
El departamento de religión de la universidad se convirtió en un seminario independiente de la Iglesia Cristiana y una "facultad de cristianismo aplicado" en 1924; se le llamó de diversas formas Escuela de Religión y Facultad de Religión.  La escuela se independizó en 1958 y actualmente se conoce como Seminario Teológico Cristiano. 

## Campus

### Campus de Irvington

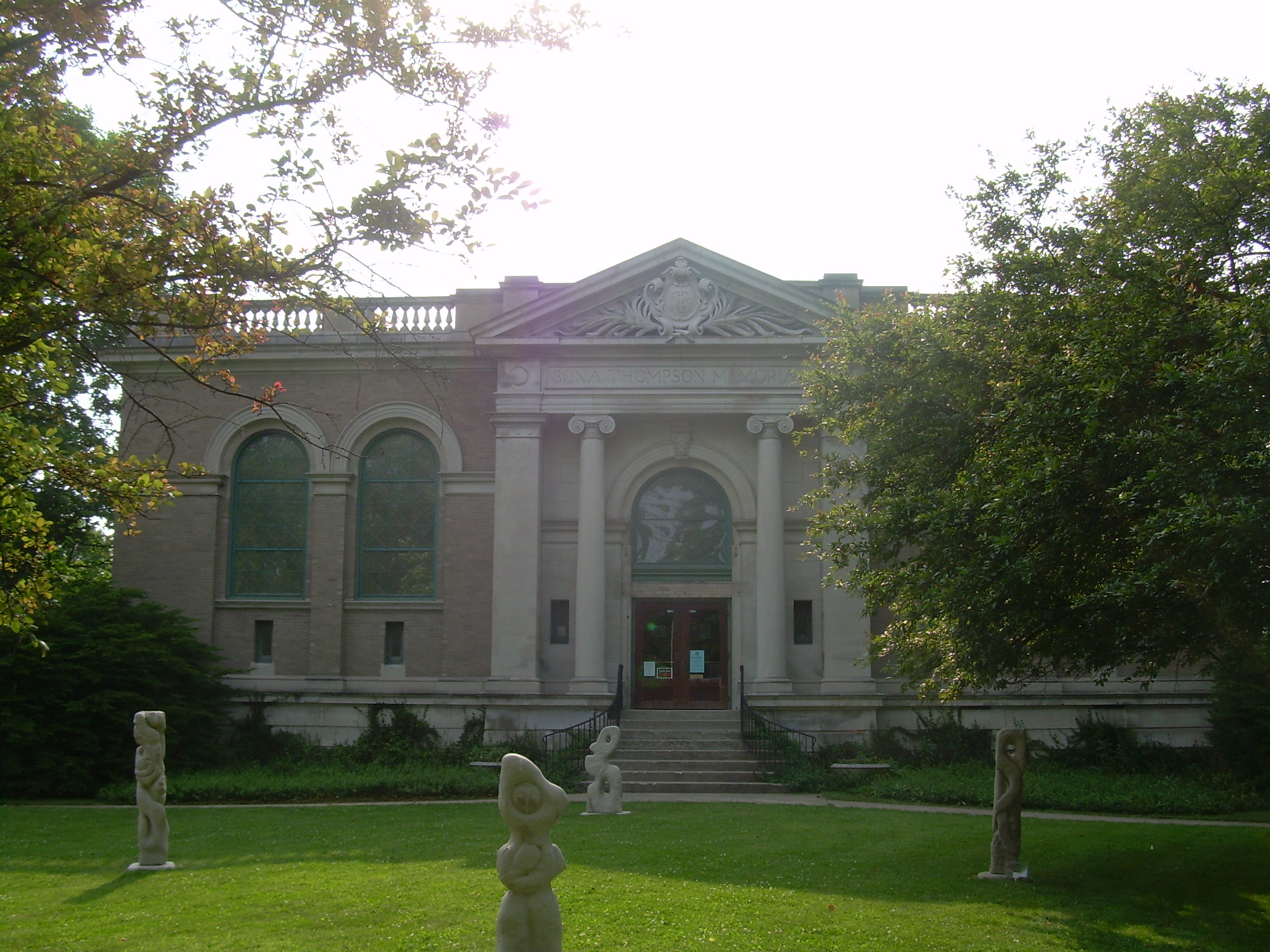
Biblioteca en memoria de Bona Thompson, el único edificio que queda del campus de Butler en Irvington.

La ubicación original de la escuela era 13th Street y College Avenue en el lado norte cercano de Indianápolis.  En 1875, la universidad pasó a llamarse Ovid Butler "en reconocimiento a la visión inspiradora, el liderazgo decidido y el apoyo financiero de Ovid Butler" y se trasladó a un 25 acres (10,1 ha) campus en Irvington, que en ese momento era un suburbio independiente de Indianápolis. El campus constaba de varios edificios, incluido un observatorio, la mayoría de los cuales fueron demolidos en 1939. La Biblioteca Bona Thompson en la intersección de las avenidas Downey y University, diseñada por los arquitectos Henry H. Dupont y Jesse T. Johnson, es el único edificio que queda, aunque quedan varios edificios que albergaban a los profesores, incluida la Casa Benton.  

### Campus de Fairview

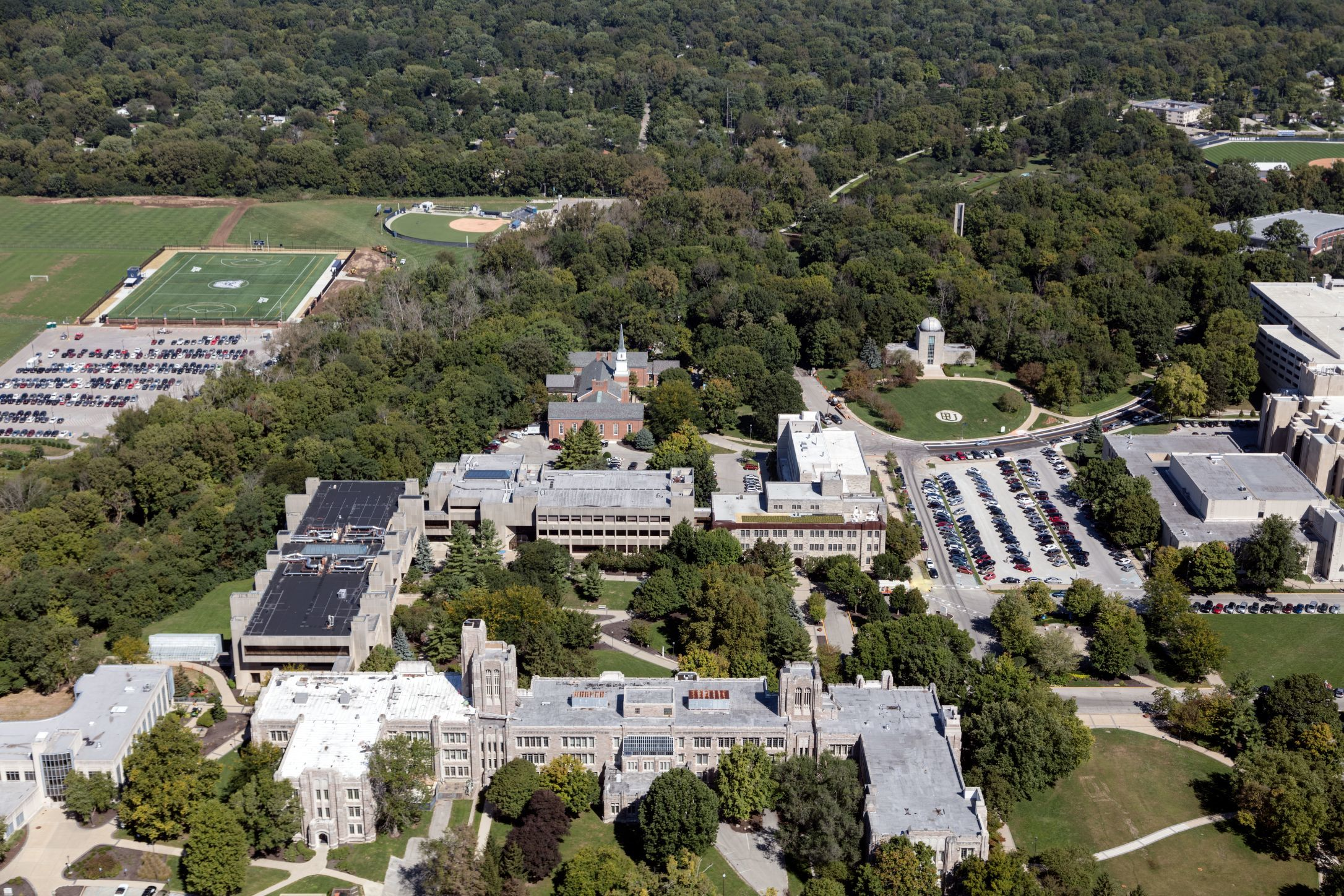
Aérea del campus de la Universidad Butler en 2016.

La inscripción en Butler aumentó tras el final de la Primera Guerra Mundial, lo que llevó a la administración a examinar la necesidad de un campus más grande. El campus nuevo y actual, diseñado en parte por el arquitecto George Sheridan, se formó en el sitio de Fairview Park, un antiguo parque de diversiones en el lado noroeste de la ciudad.   Las clases comenzaron en el campus en 1928. 

### Edificios

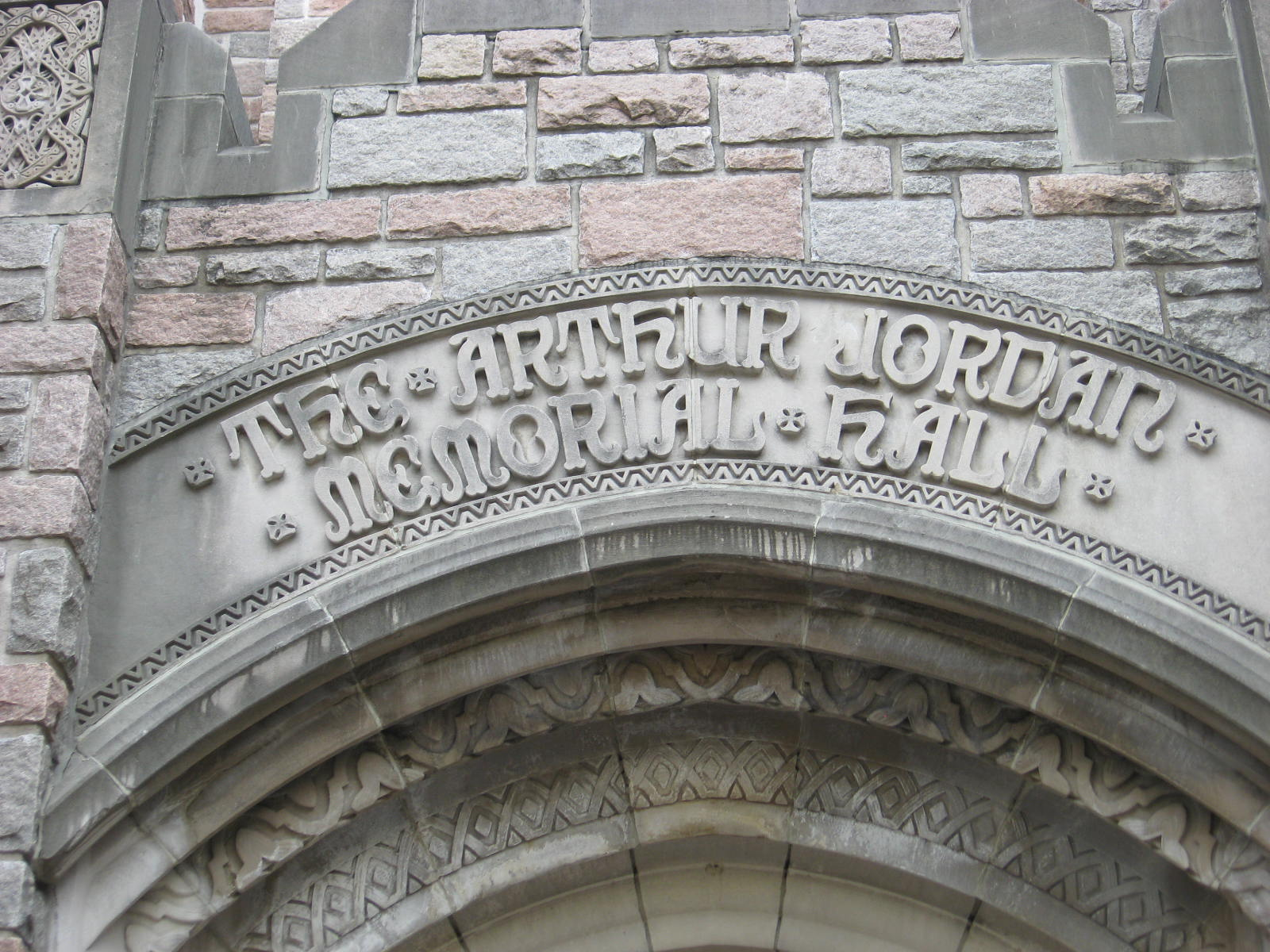
Salón Conmemorativo de Arthur Jordan, terminado en 1928.

El primer edificio en el campus de Fairview fue Arthur Jordan Memorial Hall, diseñado por Robert Frost Daggett y Thomas Hibben. El estilo arquitectónico gótico colegiado de la estructura, también utilizado en el edificio original de 13th Street y College Avenue diseñado por William Tinsley, marcó la pauta para los edificios posteriores construidos en el campus durante las siguientes tres décadas.   Además, en 1928, se completó el Butler Fieldhouse (más tarde rebautizado como Hinkle Fieldhouse ) después de haber sido diseñado por el arquitecto Fermor Spencer Cannon. El edificio siguió siendo la instalación deportiva cubierta más grande del estado hasta mediados de la década de 1960. El Edificio Religioso y la Capilla Sweeney se completaron en 1942. Estas estructuras, diseñadas por Burns y James, fueron remodeladas para convertirse en Robertson Hall en 1966.  
Después de la Segunda Guerra Mundial, se inició la construcción del centro de estudiantes, Atherton Union (diseñado por McGuire y Shook). McGuire y Shook también diseñaron los dormitorios llamados Ross Hall y Schwitzer Hall. Art Lindbergh, con la ayuda de Daggett, diseñó el Observatorio y Planetario Holcomb, que se inauguró en 1955.  

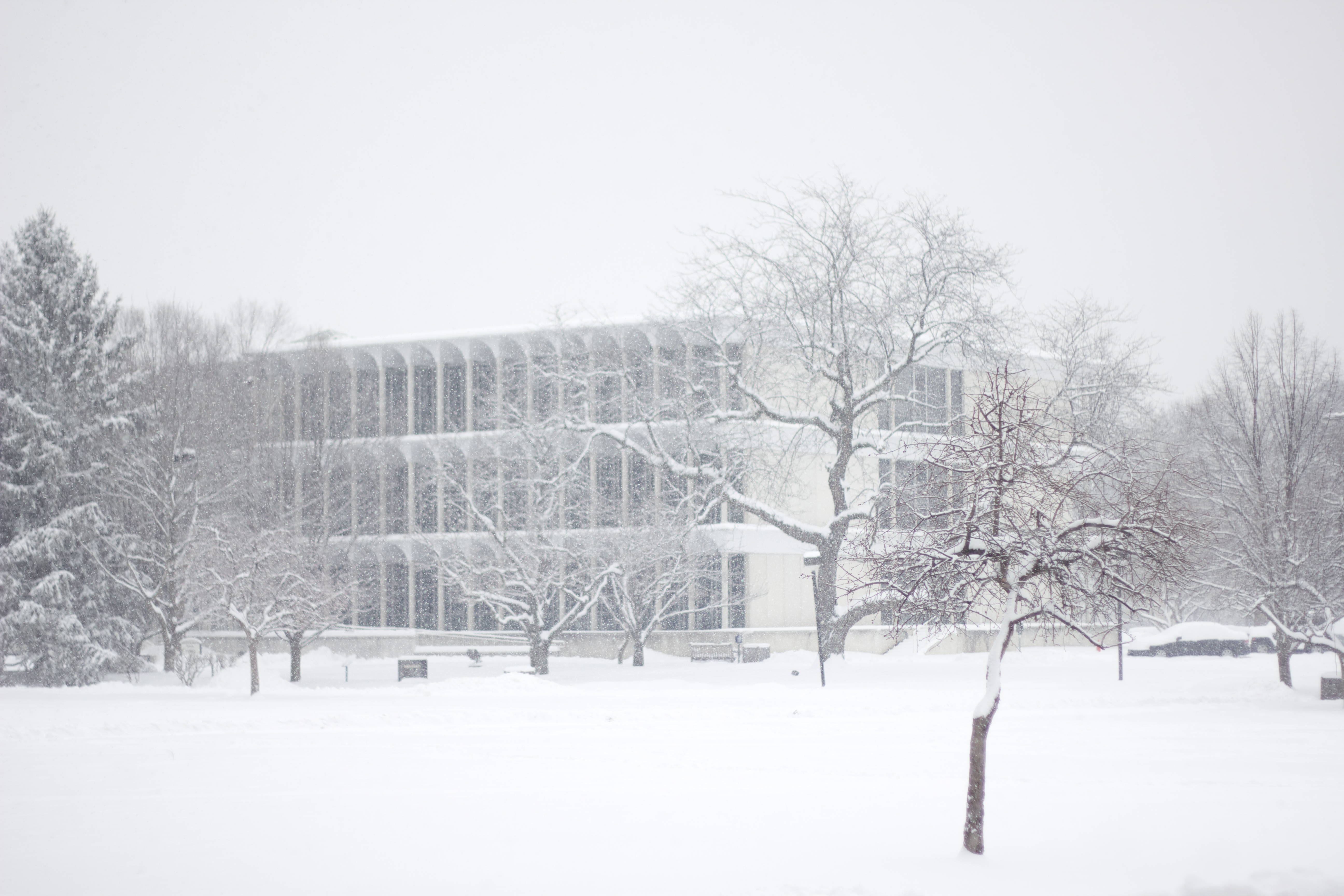
Biblioteca Irwin de Minoru Yamasaki en la nieve.

El aclamado arquitecto Minoru Yamasaki diseñó la Biblioteca Irwin, que se inauguró en 1963. Además, a principios de la década de 1960, se construyeron Lilly Hall y Clowes Memorial Hall tras el traslado del Conservatorio de Música Arthur Jordan al campus. Clowes Hall, inaugurado en 1963, fue codiseñado por el arquitecto de Indianápolis Evans Woolen III y John M. Johansen (de New Canaan, Connecticut ). Diez años después de la construcción de Clowes Hall y la Biblioteca Irwin, se construyeron el complejo científico de Gallahue Hall y el Instituto de Investigación Holcomb (ahora Edificio Holcomb), completando el complejo de edificios académicos en forma de U.   
El Residential College, diseñado por James and Associates y terminado en 1990, fue el último gran proyecto de construcción de la universidad en el siglo XX.   En 2001, se inauguró el Centro Fairbanks de Comunicación y Tecnología. A principios de 2004 se añadió el Salón de Recitales Eidson-Duckwall al Robertson Hall; tiene capacidad para 140 personas. 
El 8 de mayo de 2008, Butler inició la construcción de un terreno de 40 000 pies cuadrados (3716,1 m²)  , ampliación de cuatro plantas al Edificio de Farmacia y Ciencias de la Salud.  En 2013, se inauguró el Centro para las Artes Howard L. Schrott.

## Académico
Se ofrecen más de 60 campos académicos importantes de estudio, 8 programas preprofesionales y 19 programas de posgrado en seis facultades académicas: Artes, Negocios, Comunicación, Educación, Artes Liberales y Ciencias, y Farmacia y Ciencias de la Salud. Butler ocupa el primer lugar entre las universidades regionales del Medio Oeste en las mejores universidades de 2024 según el US News & World Report . La publicación también clasificó a la Universidad en primer lugar en el Medio Oeste tanto en innovación como en enseñanza de pregrado. A nivel nacional, la publicación clasificó a Butler en el puesto 16 en experiencias de primer año y en el 28 en oportunidades de estudios en el extranjero. La universidad enfatiza la practicidad del conocimiento y ofrece atención individual a sus estudiantes con clases pequeñas y sin asistentes docentes. Butler University aumentó su enfoque en la investigación de profesores y estudiantes con el Butler Institute for Research and Scholarship (BIRS), reforzado por una subvención de $1 millón de Lilly Endowment.  La universidad también ofrece oportunidades de investigación para estudiantes, como el Butler Summer Institute, un programa de 10 semanas en el que los estudiantes de Butler reciben fondos para realizar investigaciones independientes con un miembro de la facultad. 
La universidad está organizada en las siguientes escuelas y colegios:
- Escuela de Negocios Andre B. Lacy
- Facultad de Comunicación
- Universidad de Educación
- Facultad de Ciencias y Artes Liberales
- Facultad de Farmacia y Ciencias de la Salud
- Colegio de Artes de Jordania

## Atletismo
Los equipos atléticos de Butler, conocidos como Bulldogs, compiten en la División I de la NCAA. El 1 de julio de 2012, los Bulldogs abandonaron la Horizon League, su sede de la conferencia desde 1979, para la Conferencia Atlantic 10.   Dado que la A-10 no patrocina fútbol, el equipo de fútbol Butler juega en la Pioneer League de la FCS. El equipo de golf femenino de Butler se unió a la Conferencia Atlética Metro Atlantic, ya que la A-10 patrocina el deporte solo para hombres. Butler dejó la Conferencia Atlantic 10 y se convirtió en miembro fundador de la Conferencia Big East reconfigurada el 1 de julio de 2013.  
En la última década, los equipos de Butler han capturado 26 campeonatos de conferencia (en cuatro ligas diferentes). Los Bulldogs han aparecido en torneos del campeonato nacional de la NCAA en baloncesto masculino y femenino, fútbol masculino, voleibol, cross country masculino, lacrosse y béisbol. Butler ganó el trofeo James J. McCafferty, otorgado anualmente por la Horizon League por la excelencia en todos los deportes según los puntos del campeonato de la conferencia, siete veces, incluidas tres consecutivas entre 1996–97 y 1998–99 y años consecutivos en 2001–02 y 2002–03, 2006–07 y 2009–10. 

### Baloncesto masculino

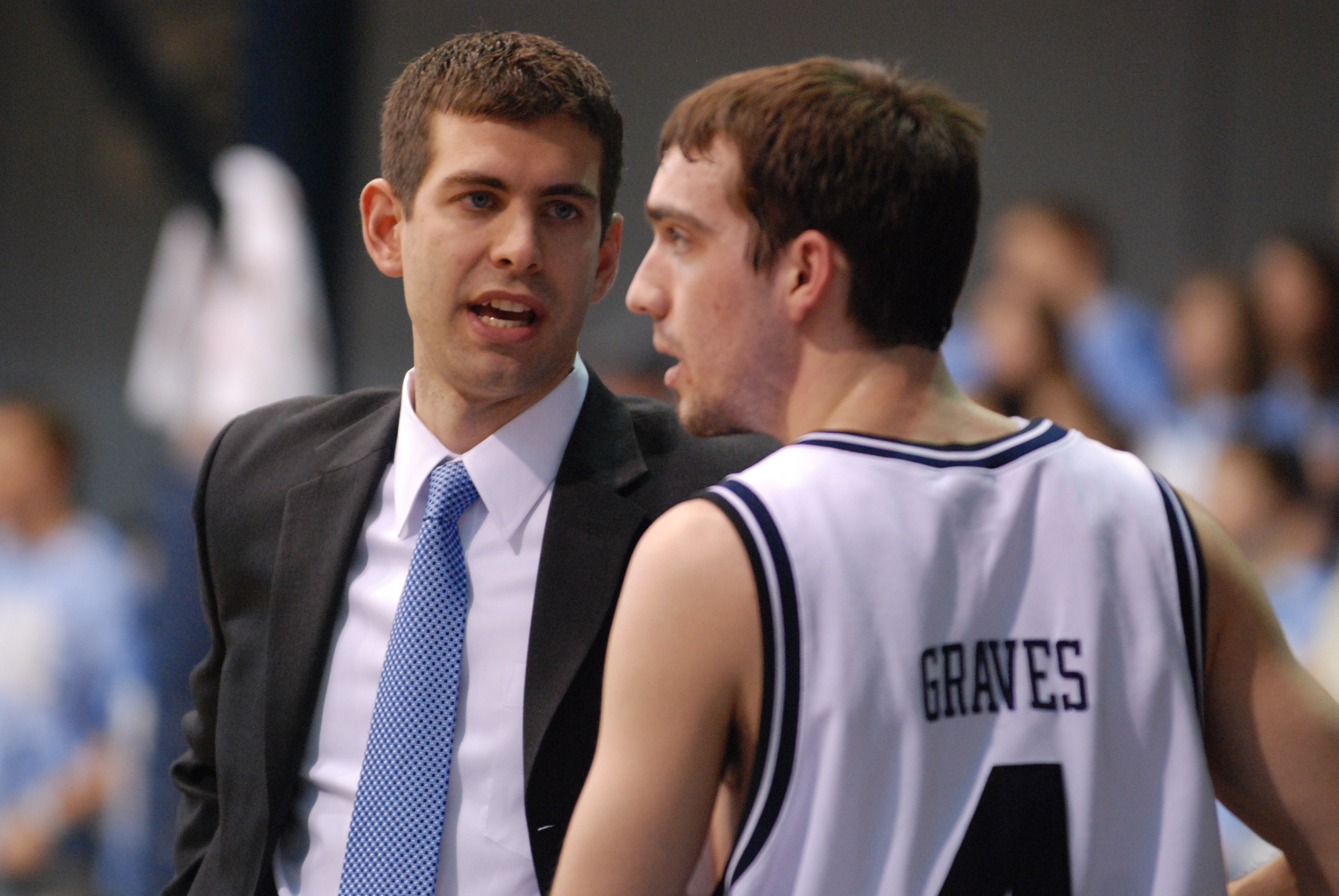
El ex entrenador en jefe de Butler, Brad Stevens, visto aquí hablando con AJ Graves, llevó a sus equipos a dos juegos del Campeonato de baloncesto masculino de la División I de la NCAA en sus seis temporadas como entrenador en jefe (2007-2013).

El programa Butler fue uno de los programas de baloncesto " mid-major " más exitosos de 2000 a 2011, habiendo ganado al menos 20 juegos y llegado a la postemporada en ocho de las últimas diez temporadas, incluidas seis apariciones en torneos de la NCAA .  Butler también tiene dos campeonatos nacionales de baloncesto masculino de la era previa al torneo: uno de 1924 (obtenido a través del torneo nacional AAU) y otro de 1929 (seleccionado por los Atletas Veteranos de Filadelfia). 
En 2010 y 2011, Butler se clasificó para campeonatos nacionales consecutivos. El equipo Butler de 2010, liderado por el jugador estrella Gordon Hayward, avanzó al juego del campeonato nacional donde perdió un partido cerrado ante Duke. Con una matrícula total de sólo 4.500 estudiantes, Butler es la escuela más pequeña que juega en un campeonato nacional desde que el torneo se amplió a 64 equipos en 1985. En 2011, los Bulldogs avanzaron al juego de campeonato, pero terminaron segundos nuevamente, esta vez perdiendo ante Connecticut.
Butler tiene el mejor porcentaje de victorias y la mayor cantidad de victorias de todos los programas de baloncesto masculino de la División I en el estado de Indiana durante la última década (21,6 victorias por año hasta 2006). Hasta la derrota en los dieciseisavos de final de 2015 en tiempo extra ante los irlandeses, Butler había ganado los seis encuentros anteriores contra su rival local Notre Dame y dos de los últimos cuatro contra Indiana .   Butler derrotó a Notre Dame e Indiana durante la temporada regular 2006-07, al mismo tiempo que derrotó a su rival estatal Purdue para pasar a 2-0 contra los Boilermakers esta década. Butler también ha sido el campeón defensor del torneo de baloncesto masculino Hoosier Classic desde la temporada 2001-02,   y ha avanzado a la postemporada nueve de los últimos once años (7 NCAA, 2 NIT). Butler ha asistido a 15 torneos de la NCAA y tres NIT desde 1997.

### Fútbol americano

#### Trofeo de casco Hoosier
El Trofeo Casco Hoosier se estableció como el casco trofeo para el partido de fútbol de rivalidad jugado entre Butler y la Universidad de Valparaíso. El casco Hoosier se creó antes de la temporada 2006 para conmemorar la rivalidad futbolística que existe desde 1921. El trofeo del casco fue creado para intensificar aún más la rivalidad entre estos dos equipos. A un grupo de jugadores de Butler, junto con su entrenador en jefe, Jeff Voris, se les ocurrió la idea. Después de que la entrenadora en jefe de Valparaíso, Stacey Adams, aceptara jugar por el casco, el gerente de equipo de Butler, John Harding, armó el trofeo.

## Vida estudiantil
Los estudiantes de Butler University participan en más de 150 organizaciones estudiantiles y en docenas de clubes y deportes intramuros, y en muchos programas y servicios multiculturales. Más del 94 por ciento de los estudiantes participan en las actividades del campus. 

### Organizaciones griegas
La vida griega es una opción popular en Butler, donde más del 35 por ciento de los estudiantes universitarios se convierten en miembros de fraternidades o hermandades sociales.  Las fraternidades y hermandades han sido durante mucho tiempo parte de la vida estudiantil en Butler, con la primera fraternidad establecida en 1859 y la primera hermandad de mujeres establecida en 1874. 

### Capítulos del Consejo Nacional Panhelénico
El domingo 12 de noviembre de 1922, una mezcla de estudiantes universitarios y graduados fundó el capítulo Alfa de Sigma Gamma Rho en la Universidad Butler. La hermandad de mujeres tuvo sus inicios en el campus original de Irvington de la Universidad Butler. Si bien la mayoría de los capítulos de pregrado de NPHC tienen membresías en toda la ciudad con estudiantes de otras universidades, el capítulo Alpha de Sigma Gamma Rho solo para estudiantes de Butler. 

## Alumnos y profesores notables
- Allen R. Benton, presidente y profesor de filosofía y lenguas antiguas
- Igor Buketoff, director de orquesta y profesor
- Gordon Clark, teólogo
- Michael J. Colburn, director de la Banda de la Marina de los Estados Unidos .
- Paul D. "Tony" Hinkle, desarrolló el baloncesto naranja.
- Henry Leck, profesor asociado de música
- Catharine Merrill, profesora de literatura inglesa [39]
- Walter Myers Jr., juez de la Corte Suprema de Indiana
- Susan Neville, profesora de escritura creativa
- Matt Pivec, saxofonista
- Samuel E. Perkins, juez de la Corte Suprema de Indiana
- Michael Schelle, compositor y profesor
- Marvin Scott, profesor
- Brad Stevens, entrenador de baloncesto
- Emma Lou Thornbrough, historiadora

## Deportes
Butler compite con 17 equipos en la División I de la NCAA, en la Big East Conference. 